# Jacques Houssin (homme politique, 1928-1991)
Pour les articles homonymes, voir Jacques Houssin et Houssin.
Jacques Houssin, né le 27 juillet 1928 à La Bassée et mort le 14 novembre 1991 à Montréal, est un homme politique français.

## Biographie
Il est le conseiller général du canton de Quesnoy-sur-Deûle. Il est maire de Verlinghem.
Il est le suppléant de Bruno Durieux, réélu député lors des élections législatives de 1988. Il remplace Durieux en 1990 lorsqu'il est nommé au ministère de la santé. Alors que Durieux est à l'ouverture politique, Houssin ne soutient pas l'exécutif socialiste avec des votes systématiquement contre ou abstention.
Son fils Jacques Houssin est également un homme politique français.
Il meurt brutalement d'une crise cardiaque, à Montréal, dans la nuit du 13 au 14 novembre 1991. 

## Détail des fonctions et des mandats
Mandat parlementaire
- 3 novembre 1990 - 14 novembre 1991 : Député de la 4e circonscription du Nord